# Charles Théveneau de Morande
Vous lisez un « bon article » labellisé en 2008.
Charles Théveneau, (dit) de Morande ou chevalier de Morande, né le 9 novembre 1741 à Arnay-le-Duc où il est mort le 6 juillet 1805, est un libelliste, espion et polémiste français. Son parcours est représentatif de celui d'un « aventurier des Lumières » ou d'un « Rousseau des ruisseaux » : de l'armée il passe à la littérature clandestine, puis à l'espionnage et enfin au journalisme. « Mandrin littéraire », folliculaire, il se fait connaître par son activité de maître chanteur et par le succès considérable de son libelle clandestin, Le Gazetier Cuirassé. Il est par la suite, après avoir mis à contribution la cour de Louis XV, retourné par le gouvernement français, dont il devient l'un des informateurs en Angleterre. Il joue un rôle dans la prérévolution française comme rédacteur puis directeur du Courier de l'Europe avant de regagner Paris lors de la Révolution, où il poursuit son activité de gazetier.

## Jeunesse turbulente et fuite en Angleterre

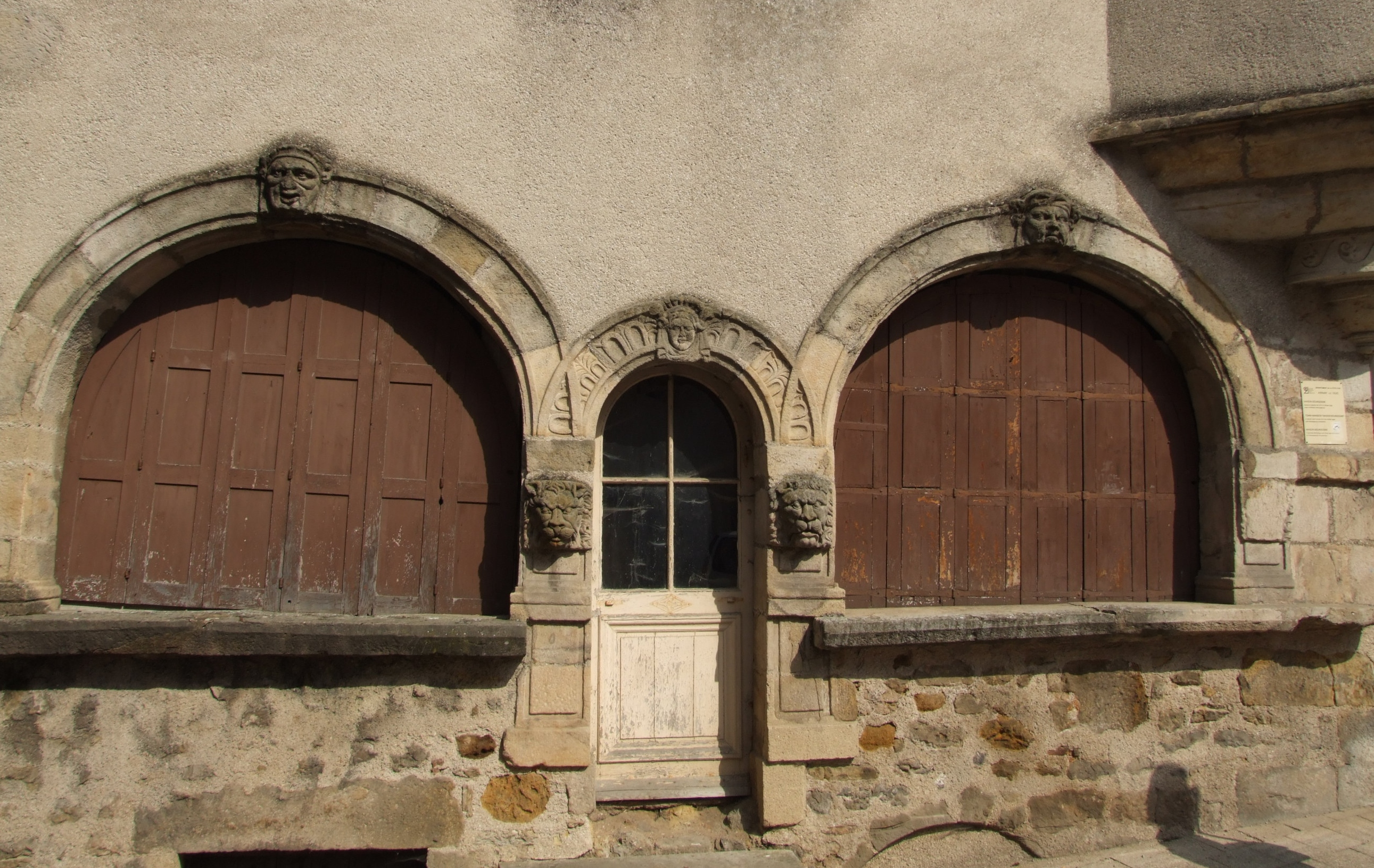
Façade de la « Maison-Bourgogne » d'Arnay-le-Duc ornée de grotesques.

Charles est fils d'un procureur d'Arnay-le-Duc, notaire royal, Louis Théveneau et de Philiberte Belin. On lui connaît deux frères : Lazare-Jean, dit Théveneau de Francy, et Louis-Claude-Henry-Alexandre.
Brouillé avec un père autoritaire, après des études de droit à l'université de Dijon, il repousse la profession paternelle avec l'ambition de vivre de sa plume. Il est conduit dans le régiment des dragons de Bauffremont en 1759. Il y demeure jusqu'à la paix de 1763. Repoussant toujours la carrière du barreau, il compose des épigrammes, courtise et se bat en duel. Sa famille obtient contre lui une première lettre de cachet pour y remédier.
Libéré, il gagne alors Paris où il mène une vie de libertinage entre larcins, jeu et proxénétisme, côtoyant des femmes entretenues et soudoyant de jeunes étrangers. Il vit au-dessus de ses moyens et se dit « attaché au prince de Limbourg, aventurier notoire ». On imagine qu'il adopte la particule à l'occasion.
Le 17 février 1765, il est signalé au lieutenant général de police Sartine et « s’étant fait connaître pour un libertin crapuleux qui avait du mal vénérien et qui était dans les frictions », « coureur de filles », « brutal » et « mauvais sujet », il est écroué au For-l'Évêque.
Il est remis en liberté un mois plus tard. Mais sa conduite reste suspecte : il fréquente les maisons closes, y vole des montres. En mai 1768, après un nouveau scandale — il a tenté d'enlever une danseuse de l'Opéra, Mlle Danezy —, il regagne For-l'Évêque sous la pression de sa famille. Il tente de s'évader, est mis au cachot pour tapage et, le 22 juillet 1768, il est transféré à la Maison des Bon-Fils d'Armentières, où il demeure dix-huit mois dans une apparente tranquillité.
À sa sortie, guère assagi, il distribue des écrits irrévérencieux à des grands seigneurs. L'un d'entre ceux-ci, adressé au duc de la Vrillière, lui vaut une nouvelle lettre de cachet.
Accablé de dettes, poursuivi par la police, il gagne Liège par la Champagne, de là Bruxelles puis Ostende afin d'y embarquer pour l'Angleterre.

## Premières années londoniennes

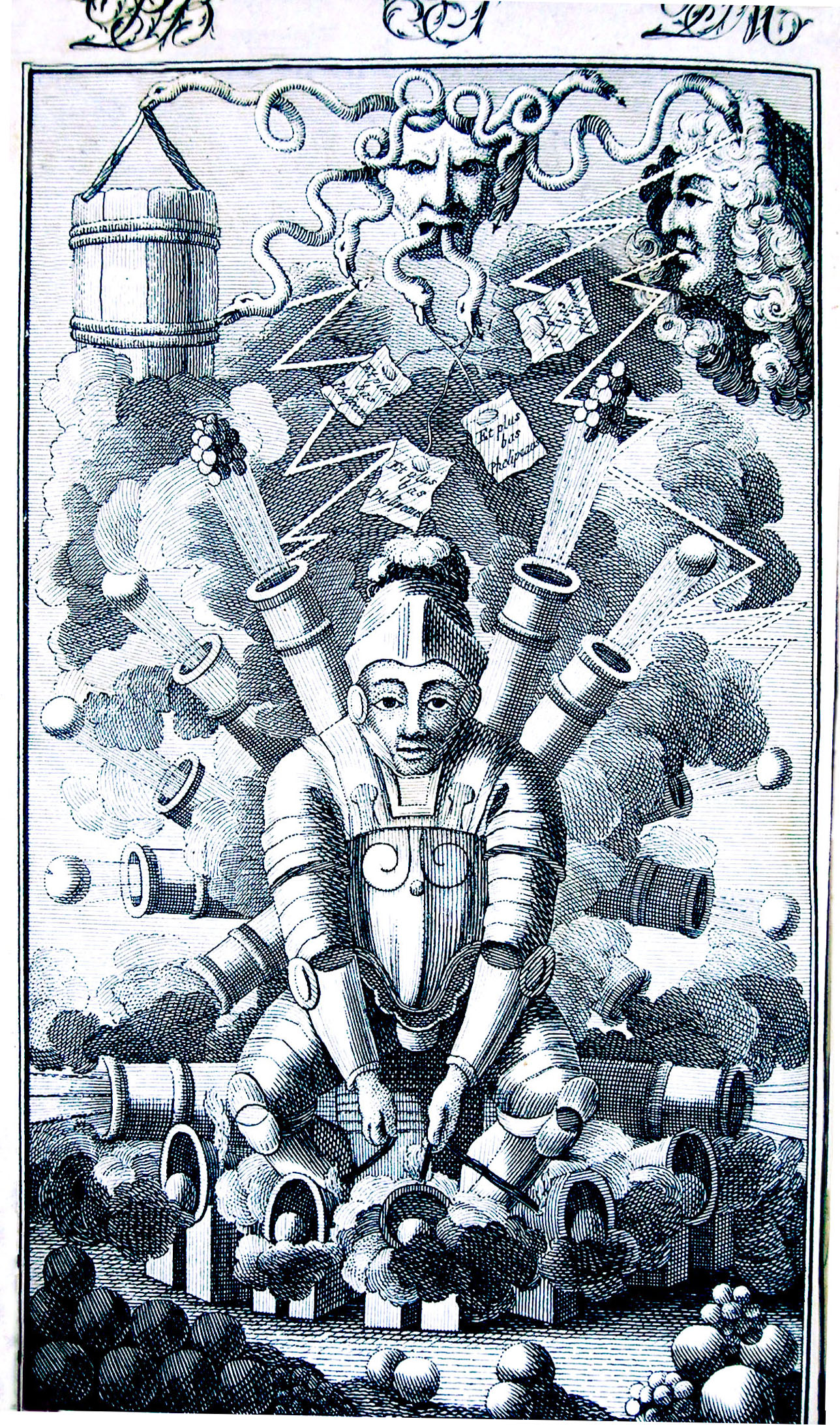
Frontispice du Gazetier cuirassé

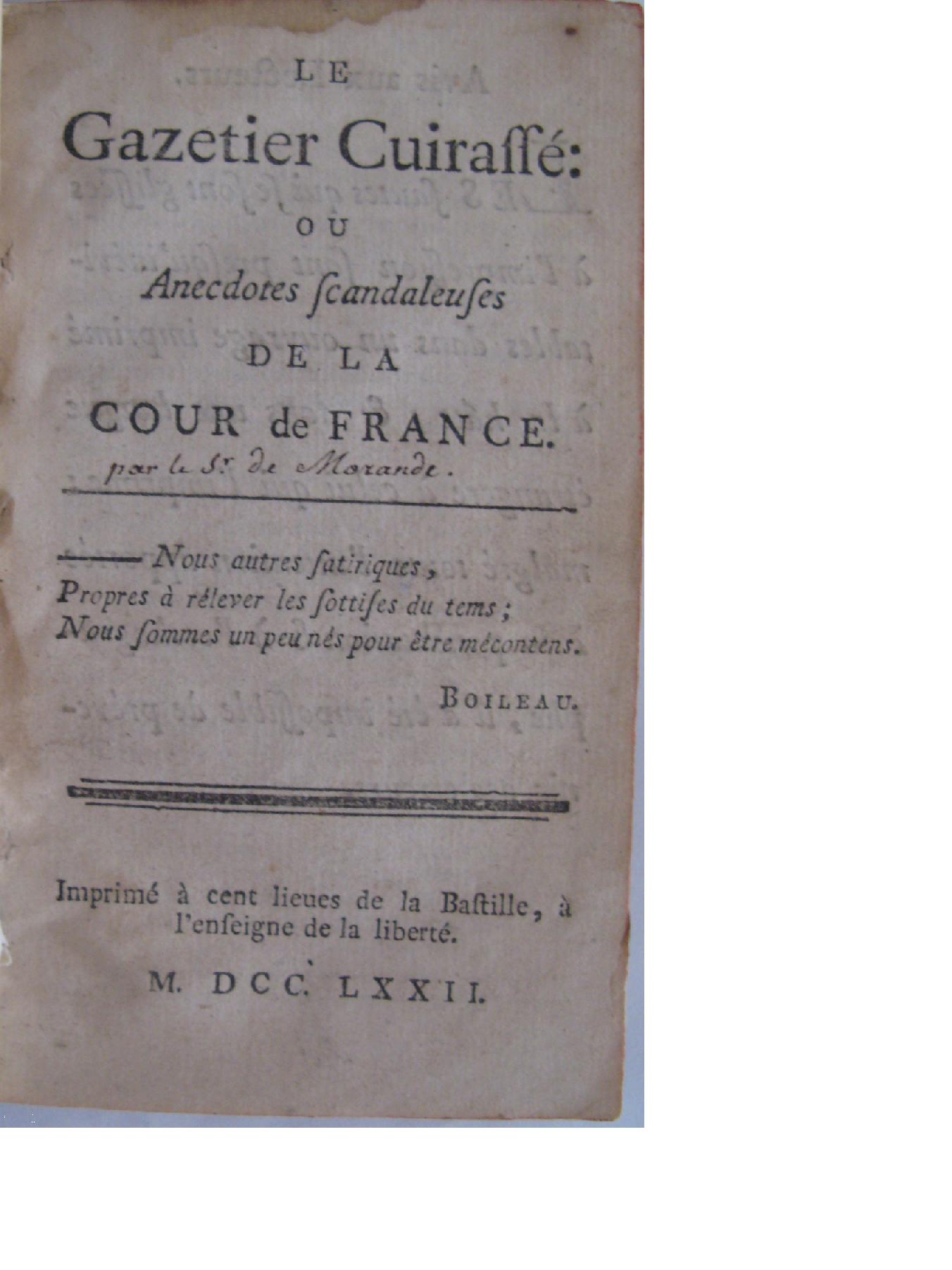
Page de titre du Gazetier cuirassé

Arrivé à Londres dans le plus grand dénuement en 1770, il fait la connaissance d'un couple de Français, le sieur et la dame de Courcelle, qui lui fournissent des anecdotes scandaleuses et l'encouragent à écrire. Ainsi naît le Gazetier cuirassé vers les mois d'avril-mai 1771. Dès le mois d'août 1771, l'ouvrage est à Paris. Le censeur royal François-Louis Claude Marin le décrit au duc d'Aiguillon, alors à la tête du secrétariat d'État des affaires étrangères, comme un livre dangereux. 
S'il est un temps attribué au duc de Lauraguais, qui s'en irrite, la police de Paris comme les rédacteurs des Mémoires secrets savent que la « brochure est du sieur Morande ci-devant escroc à Paris, & qui ne l’est pas moins à Londres, puisqu’il passe pour constant qu’il a eu mille guinées pour la vente de cette rapsodie : les libraires de votre capitale n’eussent pas fait un pareil marché de dupe. »
Ce pamphlet est l'un des grands succès de la littérature clandestine de la fin du XVIIIe siècle. Dénonciation du « despotisme ministériel », favorable à la cause choiseuliste, il fourmille d'anecdotes sur les prétendues débauches mondaines et les scandales nobiliaires. Il offre ainsi l'image d'un royaume décadent en crise. Catalogue de personnes insultées, jusqu'au roi et à madame du Barry, ses cibles privilégiées restent le chancelier Maupeou et le duc de la Vrillière dont des caricatures ornent le frontispice.
Morande, après la parution du Gazetier Cuirassé, épouse une jeune Anglaise, Elisabeth (née) Saint-Clair.
Il entame une carrière de « brigandage littéraire », distribuant les libelles diffamatoires et se lançant dans des opérations de chantage. Il met ainsi à « composition d'argent plusieurs personnes riches à Paris par la crainte de sa plume » comme Collet de Hauteville ou encore François-Abel Poisson, comte de Marigny, frère de la marquise de Pompadour. Il aurait ainsi menacé Voltaire en personne. Parmi les victimes du libelliste on trouve aussi Louis-Léon-Félicité duc de Brancas, comte de Lauraguais, résidant à Londres, qui réduit au silence le libelliste et en reçoit amende honorable dans le London Evening Post du 26 novembre 1773.

## Affaire du libelle contre Madame du Barry

Madame du Barry, par François-Hubert Drouais

Au mois de juillet 1773, Théveneau de Morande qui était devenu une des « créatures » du clan Choiseul disgracié, au même titre que Pidansat de Mairobert, le successeur de Bachaumont, s'attaqua alors à la favorite royale, madame du Barry, menaçant Versailles de la parution d'un nouveau libelle qui lui est dédié. Le comte de Broglie, responsable du Secret du roi, enjoignit au chevalier d'Éon, confident du libelliste, de suivre ses démarches et d'en arrêter le cours. Le titre seul de l'ouvrage nous est connu — les Mémoires secrets d’une femme publique ou recherches sur les aventures de Mme la comtesse du Barry depuis son berceau jusqu’au lit d’honneur, enrichis d’anecdotes et d’incidents relatifs à la cabale et aux belles actions du duc d’Aiguillon —, car l'ouvrage, qui fit pourtant grand bruit, ne vit jamais le jour.
Annoncé dès le mois de juillet 1773 à Versailles par le maître d'hôtel du roi, il devait mobiliser l'attention de bien des acteurs : le ministère, le clan du Barry, le duc de Broglie et les agents de Londres, et cela pendant près de dix mois. Après l'échec de plusieurs opérations de police, celle de Roche de Champreux et de Bellanger des Boulets, colonel des gardes de la maison du roi, envoyé par le comte de Maurepas pour enlever le libelliste, le gouvernement se résolut à l'achat du libelle. Plusieurs négociateurs se présentèrent à commencer par le chevalier d'Éon, jusqu'au mois d'août 1774, puis Marie-Félix Guerrier de Lormoy, vraisemblablement dans le courant du mois de septembre 1774, porteurs de lettres du prince des Deux-Ponts. Durant cinq mois, d'août 1773 à janvier 1774, la négociation des Mémoires secrets connut un flottement certain. Se sentant menacé, Morande imposa à ses interlocuteurs le versement d'une pension à vie. Au début du mois de janvier, l'édition du libelle fut achevée, prêt à être répandu. L'heure était à la négociation. La mission échut par décision royale à deux hommes : le comte de Lauraguais et Beaumarchais.
L'auteur réclamait plus de mille louis pour le règlement de ses dettes qui s'élèvaient à trente-deux mille livres. Pour le remboursement de l'édition, on négocia une pension à vie de quatre mille livres, réversible de moitié sur la tête de sa femme, du tiers sur celle de ses enfants, suivant les exigences du libelliste. Le 29 avril 1774, après avoir dressé un procès-verbal, une obligation par contrainte devant témoins, après avoir établi un contrat de vente des Mémoires, on détruisit par la flamme l'édition complète.
Comme le souligna le comte de Moustier, ambassadeur français à Londres quelques années plus tard : « Au reste je désire que nous ne soyons plus dans le cas de jamais racheter ces infamies. Morande, le roué Morande, regrette d’avoir encouragé ces sortes d’ouvrages par les succès qu’il a eu de vendre le sien. »

## «Braconnier devenu garde-chasse»

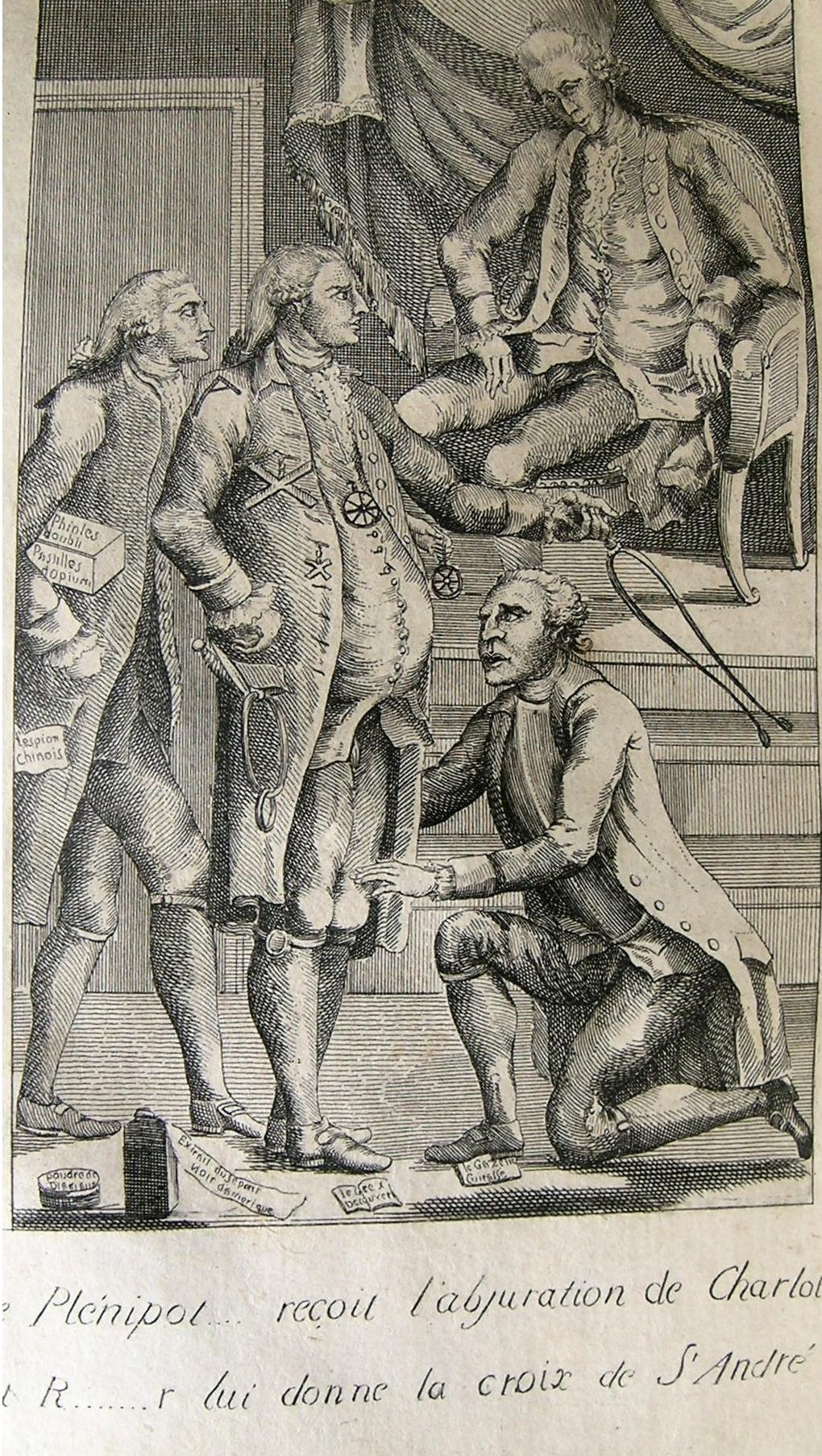
Frontispice du Diable dans un bénitier. Le comte de Moustier, Charles Théveneau de Morande, à genoux, Receveur, inspecteur de la police de Paris qui lui donne la croix de Saint-André et Ange Goudar.

À partir de 1774, Théveneau de Morande devint l'agent de Beaumarchais à Londres. Il l'assista dans la recherche des libelles comme dans son entreprise de soutien aux insurgents américains. L'auteur du Mariage de Figaro prit d'ailleurs son jeune frère, Théveneau de Francy, à son service comme secrétaire. Morande, qui avait des liens avec l'opposition britannique, devint un interlocuteur du gouvernement français. Il informait l'ambassade des mouvements de la flotte et des séances du parlement.
Parallèlement, il occupait une place de rédacteur au sein d'une gazette franco-anglaise, le Courier de l'Europe. Il y fit la connaissance de Brissot, attaché au Palais-Royal où son épouse puis lui eurent un emploi, avec lequel il entretint de très mauvais rapports : autant Morande était circonspect sur la politique tortueuse du cabinet de Londres, autant Brissot, dans le sillage du duc d'Orléans et Nathaniel Parker-Forth,  son "âme damnée", se montrait désireux d'importer le modèle anglais en France[réf. nécessaire]. Après la déclaration de guerre, Morande se montra plus discret et déménagea dans les environs de Londres. En 1784, l'ancien libelliste fut recruté officieusement par l'ambassade de France avec laquelle il avait déjà participé l'année précédente à l'opération infructueuse de l'inspecteur Receveur contre des libellistes. Il soumit à l'occasion un plan de police pour la ville de Londres qui intéressa vivement les plus hautes figures politiques du temps. 
C'est à la suite de cette collaboration qu'il se vit caricaturé par Anne-Gédéon La Fite de Pellepore dans Le Diable dans un bénitier.
Pour ses services d'espionnage pour le compte des comtes de Moustier — aux États-Unis — et d’Adhémar — en Grande-Bretagne —, il fut blanchi par le gouvernement qu'il servait en produisant certains libelles comme la Gazette noire ou la Vie privée du très sérénissime prince, Mgr le duc de Chartres, contre un libel (sic) diffamatoire (1784, Londres). Il soupçonnait Jacques-Pierre Brissot d'être téléguidé au Palais-Royal par l'agent d'influence anglais Nathaniel Parker-Forth, et facilita son arrestation - il sera détenu à la Bastille -, ainsi que celle des libellistes Anne-Gédéon La Fitte de Pellepore et Jean-Claude Fini, soi-disant comte de Chamorand.

## Directeur duCourier de l'Europe
À partir du mois de janvier 1784 et jusqu'en mai 1791, Théveneau de Morande remplaça Antoine Joseph Serre de La Tour à la direction de la gazette franco-anglaise le Courier de l'Europe, « le premier des journaux français spécialement politiques ». Il profita de cette nouvelle tribune pour servir les intérêts de Beaumarchais, exposer ses idées politiques et attaquer ses concurrents et ses adversaires de circonstances – qui étaient souvent ceux de Beaumarchais ou du gouvernement. Ainsi, Simon-Nicolas-Henri Linguet, Mirabeau, Cagliostro et Calonne eurent à se plaindre de certains articles au vitriol dus à la plume de Morande.
Linguet, ancien ennemi du libelliste et concurrent de Beaumarchais dans l'édition des œuvres de Voltaire, fut attaqué dans les colonnes de la gazette. Mirabeau avait, quant à lui, le malheur d'être en rivalité avec Beaumarchais dans l'affaire de la Compagnie des Eaux de Paris. La cause de son acharnement contre Cagliostro (arrêté) et contre Calonne (disgracié) était surtout liée à la volonté de plaire à Versailles et de donner des gages à ses employeurs successifs, que ce fût Charles Gravier de Vergennes ou Montmorin. Morande se trouvait alors chargé de la surveillance du couple La Motte, suspect dans l'affaire du collier de la reine.
En janvier 1787, le rédacteur lança une série d'articles sous le titre de Lettres d’un voyageur dues à Morande où il défendait le « principe sacré d’une liberté constitutionnelle ». Il développa dans ces années un programme politique réformateur en suivant de près la convocation des États-Généraux et les évènements parisiens. Il apparut alors dans un libelle d'Anne-Gédéon La Fite de Pellepore, les Bohémiens, sous le nom de Mordanes (sic) comme chef d'une bande d'escrocs et de libellistes.

## Retour en France
En mai 1791, Théveneau de Morande revint à Paris après vingt et un ans d'exil, vraisemblablement appelé par le comte de Montmorin.
Il fit paraître un nouveau périodique, l’Argus patriote (juin 1791 - mai 1792) qui défendait les principes d'une monarchie constitutionnelle. Il y exprima sa méfiance vis-à-vis des « exagérateurs », porté par une méfiance plus générale pour les débordements populaires.
Sa feuille, où il se définit comme un patriote royaliste — il demeura sincèrement attaché à la monarchie constitutionnelle — renvoie dos à dos l'ultra royaliste Royou et Brissot. Brissot, le vieil ennemi orléaniste et anglophile, qu'il n'avait jamais cessé de dénoncer comme faisant le jeu de la politique souterraine de la Grande-Bretagne en Europe et en France, demeura la cible principale de ses attaques.
Il convainquit Camille Desmoulins à son point de vue que celui-ci relayait inlassablement en 1793 dans le Vieux Cordelier. Mais contrairement à Desmoulins, Théveneau de Morande dissocia toujours les Brissotins (Brissot, Lanjuinais et Pétion) des Girondistes (Ducos, Vergnaud, Salle, etc.), et il s'interroga sans cesse, dans l'Argus, sur l'aveuglement et l'imprudence de Condorcet et Roland à vouloir suivre Brissot.
Arrêté avant les massacres de Septembre de 1792 à la Conciergerie, il fut blanchi le 17 septembre suivant. Il quitta la scène parisienne mais on le retrouva en 1798 aux alentours du Palais-Royal « manifestant son opinion sur les affaires du temps et les grands hommes du moment » et s'installa à Arnay où il se fit élire juge de paix à Arnay-le-Duc. Il y décéda « riche et oublié » le 17 messidor An XIII (6 juillet 1805).